# Mistrovství světa v ledním hokeji 2002 (Divize I)
Mistrovství světa v ledním hokeji (Divize I) se probíhala ve dnech 14. dubna–20. dubna 2002 ve městech Eindhoven (Skupina A) a Székesfehervár, Dunaújváros (Skupina B).

## Výsledky a tabulky

### Skupina A
| Poř. | Země       | Z | V | R | P | Skóre | B  |
| ---- | ---------- | - | - | - | - | ----- | -- |
| 1.   | Bělorusko  | 5 | 5 | 0 | 0 | 45:10 | 10 |
| 2.   | Francie    | 5 | 4 | 0 | 1 | 27:6  | 8  |
| 3.   | Kazachstán | 5 | 3 | 0 | 2 | 30:14 | 6  |
| 4.   | Nizozemsko | 5 | 2 | 0 | 3 | 19:30 | 4  |
| 5.   | Chorvatsko | 5 | 1 | 0 | 4 | 6:32  | 2  |
| 6.   | Korea      | 5 | 0 | 0 | 5 | 7:42  | 0  |

 Nizozemsko –  Kazachstán 2:4 (0:2, 1:1, 1:1)
14. dubna – Eindhoven
 Korea –  Bělorusko 1:12 (0:5, 1:3, 0:4)
14. dubna – Eindhoven
 Chorvatsko –  Francie 1:6 (1:2, 0:1, 0:3)
14. dubna – Eindhoven
 Kazachstán –  Korea 10:0 (3:0, 3:0, 4:0)
15. dubna – Eindhoven
 Bělorusko –  Chorvatsko 9:0 (3:0, 5:0, 1:0)
15. dubna – Eindhoven
 Francie –  Nizozemsko 4:2 (0:0, 1:0, 3:2)
15. dubna – Eindhoven
 Korea –  Chorvatsko 1:3 (1:1, 0:1, 0:1)
17. dubna – Eindhoven
 Francie –  Kazachstán 6:0 (2:0, 1:0, 3:0)
17. dubna – Eindhoven
 Bělorusko –  Nizozemsko 15:4 (7:0, 5:1, 3:3)
17. dubna – Eindhoven
 Francie –  Korea 10:0 (4:0, 4:0, 2:0)
18. dubna – Eindhoven
 Kazachstán –  Bělorusko 4:6 (2:2, 2:2, 0:2)
18. dubna – Eindhoven
 Chorvatsko –  Nizozemsko2:4 (0:0, 1:2, 1:2)
18. dubna – Eindhoven
 Nizozemsko –  Korea 7:5 (1:2, 4:2, 2:1)
20. dubna – Eindhoven
 Kazachstán –  Chorvatsko 12:0 (2:0, 4:0, 6:0)
20. dubna – Eindhoven
 Bělorusko –  Francie 3:1 (0:1, 2:0, 1:0)
20. dubna – Eindhoven

### Skupina B
| Poř. | Země           | Z | V | R | P | Skóre | B  |
| ---- | -------------- | - | - | - | - | ----- | -- |
| 1.   | Dánsko         | 5 | 5 | 0 | 0 | 40:10 | 10 |
| 2.   | Maďarsko       | 5 | 4 | 0 | 1 | 19:9  | 8  |
| 3.   | Norsko         | 5 | 3 | 0 | 2 | 26:11 | 6  |
| 4.   | Velká Británie | 5 | 2 | 0 | 3 | 18:16 | 4  |
| 5.   | Rumunsko       | 5 | 1 | 0 | 4 | 10:31 | 2  |
| 6.   | Čína           | 5 | 0 | 0 | 5 | 7:43  | 0  |

 Rumunsko –  Norsko 1:8 (0:5, 1:1, 0:2)
14. dubna – Dunaújváros
 Velká Británie –  Dánsko 3:5 (1:0, 2:3, 0:2)
14. dubna – Dunaújváros
 Maďarsko –  Čína 6:0 (1:0, 3:0, 2:0)
14. dubna – Dunaújváros
 Dánsko –  Rumunsko 12:2 (6:1, 3:0, 3:1)
15. dubna – Dunaújváros
 Norsko –  Čína 12:2 (3:0, 5:2, 4:0)
15. dubna – Dunaújváros
 Velká Británie –  Maďarsko 1:4 (1:2, 0:0, 0:2)
15. dubna – Dunaújváros
 Čína –  Dánsko 0:13 (0:5, 0:5, 0:3)
17. dubna – Székesfehérvár
 Rumunsko –  Velká Británie 2:5 (1:1, 0:1, 1:3)
17. dubna – Székesfehérvár
 Maďarsko –  Norsko 3:1 (2:1, 1:0, 0:0)
17. dubna – Székesfehérvár
 Čína –  Velká Británie 3:8 (0:2, 2:3, 1:3)
19. dubna – Székesfehérvár
 Norsko –  Dánsko 3:4 (0:1, 2:1, 1:2)
19. dubna – Székesfehérvár
 Rumunsko –  Maďarsko 1:4 (1:1, 0:1, 0:2)
19. dubna – Székesfehérvár
 Norsko –  Velká Británie 2:1 (0:0, 1:1, 1:0)
20. dubna – Székesfehérvár
 Čína –  Rumunsko 2:4 (1:3, 1:0, 0:1)
20. dubna – Székesfehérvár
 Dánsko –  Maďarsko 6:2 (2:0, 3:1, 1:1)
20. dubna – Székesfehérvár